# 沙合礁
，位于南沙群岛南部，是隸屬於巴丁宜阿里暗沙群的一個環礁。沙合礁现由马来西亚政府实际控制，中華人民共和國政府和中華民國政府亦声称拥有其主权。

## 名稱
美国地名委员会使用的名称为Stigant Reef（斯蒂甘特礁），马来西亚称为Terumbu Sahap（沙合礁），中国则称海安礁。
1935年中华民国水陆地图审查委员会审定公布《中国南海各岛屿华英地名对照一览表》，Stigant Reef並不在列。1947年中华民国内政部公布的《南海诸岛新旧名称对照表》，則使用了「海安礁」的名称。1983年中华人民共和国中国地名委员会公布的《我国南海诸岛部分标准地名》也沿用“海安礁”的名称。

## 歷史
沙合礁位於拿督打立礁西南约3海里处，为一马蹄形环礁，礁湖水深4—11米。
沙合礁现由马来西亚政府实际控制，中華人民共和國政府和中華民國政府亦声称拥有其主权。

## 参阅
- 南康暗沙
- 鲁克尼亚暗沙群